# Chirostoma bartoni
Chirostoma bartoni е вид лъчеперка от семейство Atherinopsidae. Видът е уязвим и сериозно застрашен от изчезване.

## Разпространение и местообитание
Разпространен е в Мексико.
Обитава сладководни басейни и реки.

## Описание
На дължина достигат до 7,1 cm.